# إلهة سوداء (فلم)
إلهة سوداء (بالبرتغالية: A Deusa Negra) هو فيلم نيجيري برازيلي صدرَ عام 1978 من تأليف وإخراج أولا بالوغان ومن بطولة ممثلين برازيليين من بينهم سونيا سانتوس، زوزيمو بلبل، ليا جارسيا وخورخي كوتينيو.

## القصّة
أمنية والد باباتوندي حينما كان يحتضر هي أن يقوم باباتوندي (يلعبُ دوره الممثل زوزيمو بلبل) برحلةٍ إلى البرازيل ويرى ما حدث لأحفاد جده الأكبر أولويول الذي تم اختُطف وبيع في زمن العبوديّة، كما طلب منه البحث في قصة أسطورةٍ غامضةٍ في تاريخ العائلة. يُسلّم والد باباتوندي لابنهِ منحوتة ياموجي (بالإنجليزية: Yemoja) كدليلٍ على أن رحلتهُ انطلقت من من لاغوس وستنتهي في الأحياء الفقيرة في البرازيل، لكنّ ياموجي السحريّة هذه تنقلُ باباتوندي إلى الحقبة التي عاشها جدّه لتتشابك الأحداث في قالب درامي معيّن.

## طاقم التمثيل
| - خورخي كوتينيو في دور أولويول - سونيا سانتوس في دور أماندا | - زوزيمو بلبل في دور باباتوندي - ليا جارسيا في دور يموجا |

## الإنتاج
يُعتير فيلم إلهة سوداء هو أول إنتاجٍ مشتركٍ نيجيري برازيلي، وقد شارك في إنتاج الفيلم شركة إمبرا فيلم (بالإنجليزية: EMBRAFILME) ومؤسسة بالاغون أفرو كيلت (بالإنجليزية: Balogun's Afrocult Foundation). لغةُ الفيلم الأساسيّة هي البرتغاليّة وقد صُوّرت كل مشاهدهِ في البرازيل.

## الاستقبال
وصف اثنينِ من النقاد وهما جانيت ماسلين وكاثي ساندلر الفيلم بأنه ميلودراما، ووصف ماسلين الفيلم بفيلمين: ميلودراما تاريخية وفي نفس الوقتِ إشادةٌ ناريةٌ وقويةٌ للثقافة الأفريقية المعاصرة.

## الجوائز
حاز الفيلم على جائزةٍ في مهرجان قرطاج السينمائي عام 1980.